# Beierochelifer peloponnesiacus
Beierochelifer peloponnesiacus es una especie de arácnido del orden Pseudoscorpionida de la familia Cheliferidae. Presenta las siguientes subespecies: B. peloponnesiacus jonicus y 
B. peloponnesiacus peloponnesiacus.

## Distribución geográfica
Se encuentra en Grecia.